# Australian Height Datum
De Australian Height Datum is een geodetische datum voor hoogtemeting in Australië. Volgens Geoscience Australia werd in 1971 het gemiddelde zeeniveau voor 1966-1968 werd toegewezen aan de waarde van 0,000m op de Australian Height Datum op dertig peilschalen langs de kust van het Australische continent. De resulterende datumniveau is, met kleine aanpassingen in twee grootstedelijke gebieden, aangeduid als de Australian Height Datum (AHD) en werd goedgekeurd door de National Mapping Council als de datum waarop alle verticale controle voor kartering (en andere landmeetkundige functies) dient te worden gebaseerd.